# The Master Mind (film fra 1920)
The Master Mind er en amerikansk stumfilm fra 1920 af Kenneth Webb.

## Medvirkende
- Lionel Barrymore som Henry Allen
- Gypsy O'Brien som Maggie
- Ralph Kellard som Wainwright
- Bradley Barker som Creegan
- Charles Brandt som Hank
- Marie Shotwell som Sadie
- Bernard Randall som Diamond Willie
- Charles Edwards
- Louis Stern
- Alma Aiken
- Percy Helton som Richard